# 丰渔站
丰渔站（韓語：풍어역）是朝鮮民主主義人民共和國咸鏡南道新浦市丰渔里的一個鐵路車站，属于平罗线。

## 邻近车站
平罗线
雲浦站 - 丰渔站 - 新浦站